# Jan Harasimowicz

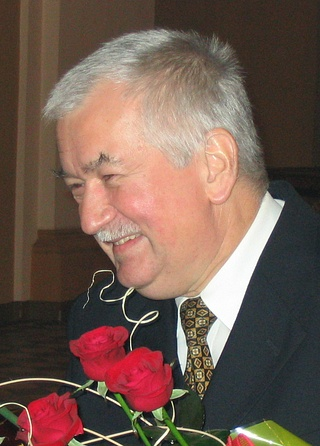
Jan Harasimowicz 2007

Jan Harasimowicz (* 2. August 1950 in Wrocław) ist ein polnischer Kunsthistoriker, Philosoph und Theologe. Einer seiner Schwerpunkte ist die Kunst- und Kulturgeschichte Breslaus vom Mittelalter bis in die Gegenwart.

## Leben
Jan Harasimowicz studierte Kunstgeschichte, Philosophie und Evangelische Theologie an den Universitäten Breslau und Zürich. 1984 promovierte er an der Universität Breslau über Protestantische Kunst während des 16. und 17. Jahrhunderts in Schlesien. 1991 folgte die Habilitation über Schlesische Epitaphien und Grabmäler aus der Reformationszeit. Das Wintersemester 1991/92 verbrachte er mit Unterstützung der Volkswagenstiftung als Gastforscher an der Universität Stuttgart. Danach folgten Aufenthalte am Leibniz-Institut für Geschichte und Kultur des östlichen Europa in Leipzig und an weiteren deutschen Universitäten. Stipendien wurden ihm in Österreich, der Schweiz und den USA gewährt. 1997 übernahm er einen Lehrstuhl für Kunst- und Kulturgeschichte an der Nikolaus-Kopernikus-Universität Toruń.
Seit 2004 ist er Inhaber des Lehrstuhls für Kunstgeschichte der Renaissance und Reformation an der Universität Breslau und seit 2007 Herausgeber der Schriftenreihe „Bibliothek des alten Breslau“ (Bibliotheka Dawnego Wrocławia). Besondere Verdienste erwarb er sich um die Deutung des Gemäldes Das Festmahl des Herodes und die Enthauptung Johannes’ des Täufers, das vom Breslauer Maler Bartholomäus Strobel vermutlich in den Jahren 1640–1642 geschaffen wurde und das sich heute im Museum Prado in Madrid befindet. Harasimowicz sieht in dem Gemälde eine Anklage gegen die Rekatholisierungspolitik der Habsburger, die seit 1526 in ihrer Eigenschaft als Könige von Böhmen auch Landesherren von Schlesien waren.
Jan Harasimowicz ist Mitglied mehrerer Akademien sowie der Historischen Kommission für Schlesien. Die Theologische Fakultät der Universität Halle verlieh ihm 2010 die Ehrendoktorwürde. Zu seinen weiteren Auszeichnungen gehören u. a. 
- Kulturpreis Schlesien des Landes Niedersachsen, 2004. Der Preis wurde in der Aula Leopoldina verliehen, die Laudatio hielt der Stuttgarter Historiker Norbert Conrads.
- Verdienstkreuz der Republik Polen in Gold (Złoty Krzyż Zasługi), 2005
- Ökumenischer Preis der Evangelisch-Augsburgischen Diözese Katowice, 2007

## Veröffentlichungen  (Auswahl)
- Treści i funkcje ideowe sztuki śląskiej reformacji 1520–1650. 1986 (Dissertation über Protestantische Kunst während des 16. und 17. Jahrhunderts in Schlesien)
- Kultura artystyczna dawnej Legnicy. Opole 1991
- Mors Janua Vitae: śląskie epitafia i nagrobki wieku reformacji. Wrocław 1992 (Die schlesischen Epitaphien und Grabmäler der Reformationszeit, Habilitationsschrift mit deutscher Zusammenfassung)
- Schwärmergeist und Freiheitsdenken: Beiträge zur Kunst- und Kulturgeschichte Schlesiens in der Frühen Neuzeit. Böhlau Verlag, Köln/Weimar 2010, ISBN 978-3-412-20616-1 (Leseprobe)
- Ksiega pamiatkowa jubileuszu 200-lecia utworzenia Panstwowego Uniwersytetu we Wrocławiu, Band 2: Universitas litterarum Wratislaviensis 1811–1945. Wrocław 2013
- Protestantischer Kirchenbau der Frühen Neuzeit in Europa: Grundlagen und neue Forschungskonzepte. Regensburg 2015
- Sichtbares Wort: die Kunst als Medium der Konfessionalisierung und Intensivierung des Glaubens in der Frühen Neuzeit. Regensburg 2017
- Mitherausgeber der Reihe Adel in Schlesien:
  - Band 1: Herrschaft, Kultur, Selbstdarstellung, München 2010
  - Band 2: Repertorium : Forschungsperspektiven, Quellenkunde, Bibliographie, München 2010
  - Band 3: Adel in Schlesien und Mitteleuropa : Literatur und Kultur von der Frühen Neuzeit bis zur Gegenwart, München 2013
  - Band 4: Adel ohne Land – Land ohne Adel? Lebenswelt, Gedächtnis und materielle Kultur des schlesischen Adels nach 1945, München 2019